# Brian Nielsen (Fußballspieler)
Brian Nielsen (* 25. Februar 1987 in Herlev) ist ein dänischer ehemaliger Fußballspieler. Seine bevorzugte Position war das offensive Mittelfeld.
Nielsen begann seine Karriere bei Hjorten IF, Herlev IF und AB Kopenhagen, für dessen Jugendmannschaften er spielte. Zur Saison 2005/06 wechselte er zu Vejle BK, wo er seine Profilaufbahn begann. In seiner ersten Saison schaffte er mit Vejle BK den Aufstieg in die Superliga, woraufhin allerdings der sofortige Wiederabstieg folgte. Nach einem erneuten Aufstieg erfolgte in der Saison 2008/09 wieder der Abstieg und Vejle BK spielte nun wieder in der 1. Division. Für die MLS-Saison 2010 wurde Nielsen an die New York Red Bulls verliehen. Er blieb dort bis Oktober 2011 und ist seither vereinslos.
Nielsen kam für mehrere dänische Juniorennationalmannschaften zum Einsatz. Er kam zu neun Einsätzen für die dänische U21-Nationalmannschaft, konnte sich jedoch nicht für die U-21-Fußball-Europameisterschaft 2009 qualifizieren.